# Città dormitorio

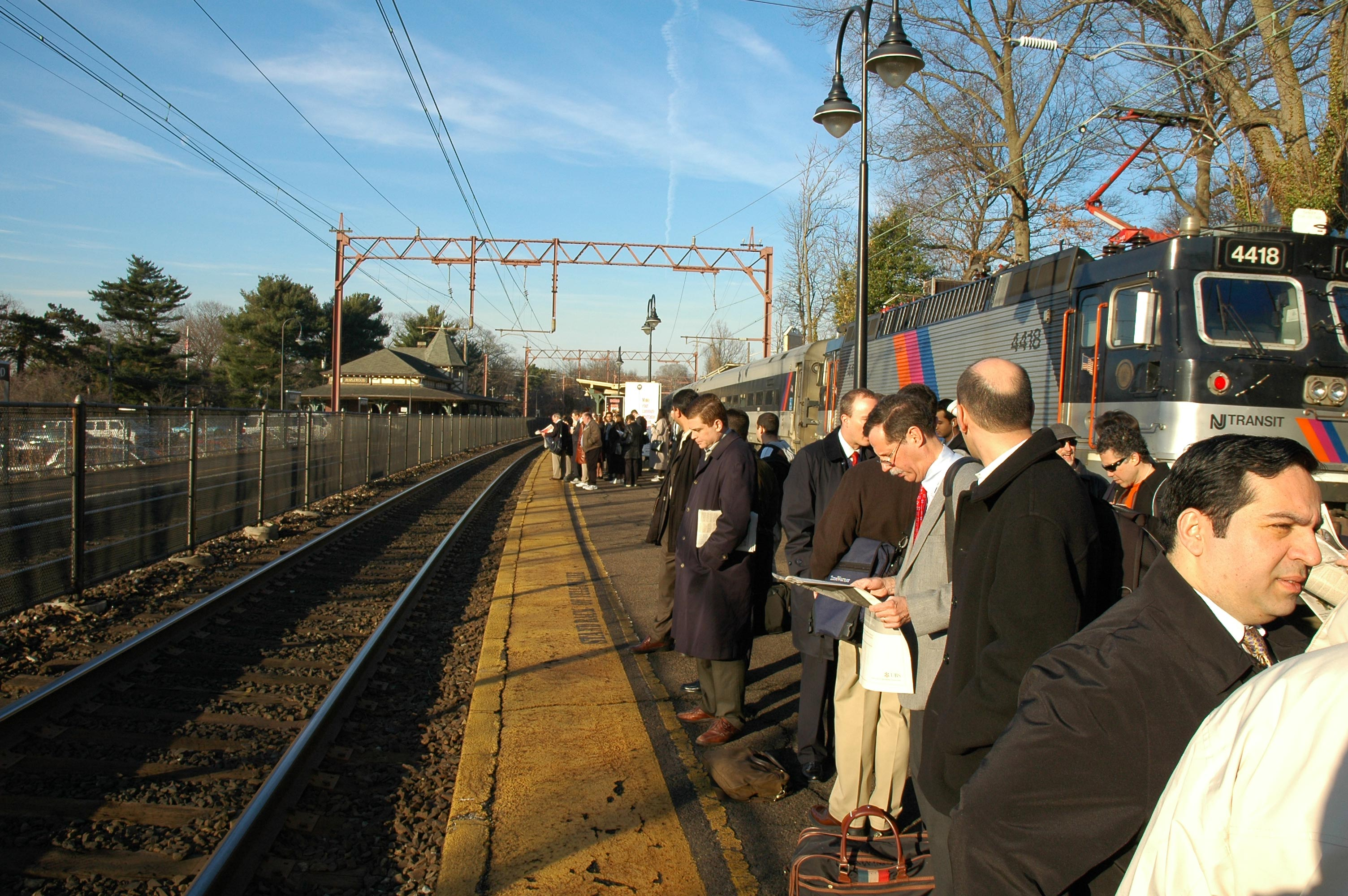
Molti comuni del New Jersey possono essere considerati città dormitorio. Nella foto, i lavoratori aspettano alla stazione di Maplewood un treno diretto a New York durante l'ora di punta del mattino

Con città dormitorio, o anche comunità dormitorio, si intende un paese o cittadina dell'hinterland di una grande metropoli, con carattere quasi esclusivamente abitativo, che non costituisce cioè per la maggior parte di coloro che vi abitano la sede della propria attività lavorativa.